# 裏 SHOPPING
『裏 SHOPPING』（うらショッピング）は、ORANGE RANGEの初の裏ベストアルバム。

## 解説
- ORANGE RANGE初の裏ベストアルバム。裏ベストアルバムとはそれまでのシングルのカップリング曲やアルバムの収録曲を集められた作品。公式では「お楽しみ盤」としていることもある。
- ベストアルバム『ORANGE』、『RANGE』と同様に2006年以前の作品のみの収録となっている。なお、インディーズ時代の作品は未収録である。
- 全曲、リマスタリングされており、音質がオリジナルアルバム収録時よりも向上している。また、サビが変更されていたり、前奏がカットされている曲なども存在する。
- 「2CD＋DVD」と「2CD」の2形態で発売されている（初回限定盤、通常盤ではない）。「2CD＋DVD」のジャケットは黄色いバナナ、「2CD」のジャケットは緑のバナナ（島バナナ）が描かれている。
- YAMATOのクレジット欄には、ただ「vox」と書かれている（13thシングル「チャンピオーネ」から前作20thシングル「おしゃれ番長 feat.ソイソース」まで、YAMATOのクレジット欄は毎回違った表記をされていた）。
- NAOTOのクレジット欄には「Programming・other instruments・g」の他に「chorus・ソイソース」が加えられている。
- 「2CD＋DVD」に付属のDVDには、このアルバム発売時までに存在する全PVのうち「花（映画版）」「Kirikirimai〜Fantastic Four Remix〜」「おしゃれ番長 feat.ソイソース（メンバー編）」を除く27曲が収録されている。
- 初回限定仕様:デジパック仕様（「2CD＋DVD」「2CD」ともに）

## 収録曲
- 全作詞・作曲・編曲：ORANGE RANGE

| #   | タイトル                                                 | 作詞 | 作曲  |
| --- | -------------------------------------------------------- | ---- | ----- |
| 1.  | 「LIGHTS」                                               |      |       |
| 2.  | 「はい! もしもし…夏です!」(song by 南明奈（アッキーナ）) |      |       |
| 3.  | 「花想」                                                 |      |       |
| 4.  | 「沖葉原イナー O-721」                                   |      |       |
| 5.  | 「雨」                                                   |      |       |
| 6.  | 「ねったいナイト」                                       |      |       |
| 7.  | 「STEP BY STEP」                                         |      |       |
| 8.  | 「sunrise」                                              |      |       |
| 9.  | 「マイ・ライフル feat.ペチュニアロックス」               |      |       |
| 10. | 「U topia」                                              |      |       |
| 11. | 「ゆうぐレッド」                                         |      | NAOTO |
| 12. | 「YARISUGIマンボウ」                                     |      |       |
| 13. | 「Hello」                                                |      |       |
| 14. | 「ソイソースのTheme」                                    |      |       |
| 15. | 「papa」                                                 |      |       |
| 16. | 「Silent Night」                                         |      |       |

- 全作詞・作曲・編曲：ORANGE RANGE

| #   | タイトル                   | 作詞    | 作曲       |
| --- | -------------------------- | ------- | ---------- |
| 1.  | 「シティボーイ」           |         |            |
| 2.  | 「ミッションinポッピプル」 |         |            |
| 3.  | 「ミッションin大作戦」     |         |            |
| 4.  | 「ニュー・トウキオマシン」 |         |            |
| 5.  | 「パディ ボン マヘ」       |         |            |
| 6.  | 「Beat Ball」              |         |            |
| 7.  | 「夢人」                   |         |            |
| 8.  | 「pe nyom pong」           |         |            |
| 9.  | 「謝謝」                   |         |            |
| 10. | 「KA・RI・SU・MA」         |         |            |
| 11. | 「スパイラル」             |         |            |
| 12. | 「ジャパニーズピープル」   |         |            |
| 13. | 「ロンリーファイター」     |         |            |
| 14. | 「修二君」                 | HIROPES | ナオトリン |
| 15. | 「山内公園」               |         |            |
| 16. | 「ほほほ」                 |         |            |

### 楽曲解説

#### DISC 1
1. LIGHTS
4thアルバム『ORANGE RANGE』収録。
2. はい!もしもし…夏です! song by 南明奈（アッキーナ）
11thシングル「お願い!セニョリータ」c/wの別バージョン。
原曲とは違い、南明奈（アッキーナ）が歌っている。
3. 花想
8thシングル「花」c/w。
4. 沖葉原イナー O-721
10thシングル「ラヴ・パレード」c/w。
5. 雨
3rdアルバム『ИATURAL』収録。
6. ねったいナイト
11thシングル「お願い!セニョリータ」c/w。
7. STEP BY STEP
4thアルバム『ORANGE RANGE』収録。
8. sunrise
3rdアルバム『ИATURAL』収録。
9. マイ・ライフル feat.ペチュニアロックス
14thシングル「UN ROCK STAR」c/w。
10. U topia
3rdアルバム『ИATURAL』収録。
11. ゆうぐレッド
1stアルバム『1st CONTACT』収録。
12. YARISUGIマンボウ
15thシングル「SAYONARA」c/w。
13. Hello
4thアルバム『ORANGE RANGE』収録。
14. ソイソースのTheme
12thシングル「キズナ」c/w。
サビのメロディーラインが変更されている。
15. papa
2ndアルバム『musiQ』収録。
16. Silent Night
4thアルバム『ORANGE RANGE』収録。
原曲と比べて音量がやや大きくなっている。

#### DISC 2
1. シティボーイ
2ndアルバム『musiQ』収録。
「シティーボーイ」と表記されている。
2. ミッションinポッピプル
1stアルバム『1st CONTACT』収録。
3. ミッションin大作戦
9thシングル「＊〜アスタリスク〜」c/w。
4. ニュー・トウキオマシン
2ndシングル「上海ハニー」c/w。ドラムのうち直しがされている。
5. パディ ボン マヘ
2ndアルバム『musiQ』収録。
6. Beat Ball
2ndアルバム『musiQ』収録。
『musiQ』収録時にあった、曲開始前7秒ほどの空白がカットされている。
7. 夢人
3rdアルバム『ИATURAL』収録。
8. pe nyom pong
3rdアルバム『ИATURAL』収録。
9. 謝謝
2ndアルバム『musiQ』収録。
10. KA・RI・SU・MA
2ndアルバム『musiQ』収録。
11. スパイラル
9thシングル「＊〜アスタリスク〜」c/w。アウトロが追加されている。
12. ジャパニーズピープル
1stアルバム『1st CONTACT』収録。
13. ロンリーファイター
15thシングル「SAYONARA」c/w。
前奏前の「語り」がカットされている。
14. 修二君
7thシングル「チェスト」c/w。
15. 山内公園
5thシングル「ミチシルベ〜a road home〜」c/w。
歌い直しがされている。
16. ほほほ
12thシングル「キズナ」c/w。

### DVD
(「2CD＋DVD」盤のみ)
1. キリキリマイ
2. 上海ハニー
3. ビバ★ロック
4. 落陽
5. ミチシルベ〜a road home〜
6. ZUNG ZUNG FUNKY MUSIC
7. ロコローション
8. チェスト
9. 花
10. ＊〜アスタリスク〜
11. ラヴ・パレード
12. お願い!セニョリータ「原宿・大パニック!!編」
13. お願い!セニョリータ「PV版 電車男編」
14. お願い!セニョリータ「MONOCHRO RANGE編」
15. キズナ
16. 以心電信 Takkyu Ishino Remix
17. チャンピオーネ
18. Walk on
19. UN ROCK STAR
20. SAYONARA
21. DANCE2 feat.ソイソース
22. イカSUMMER
23. イケナイ太陽
24. 君station
25. O2
26. シアワセネイロ
27. おしゃれ番長 feat.ソイソース (中華料理屋編)

※すべてPV映像である。